# Alejandro Iturbe
Alejandro Iturbe Encabo (Madrid, 2 settembre 2003) è un calciatore spagnolo, portiere dell'Elche.

## Carriera

### Club
Iturbe è cresciuto nel settore giovanile dell'Atlético Madrid e nel 2022 è stato promosso nella squadra B con cui ha debuttato il 18 settembre nell'incontro di Primera Federación pareggiato 2-2 contro il Coria. A partire dalla stagione seguente è divenuto il portiere titolare ed il 10 luglio 2024 ha firmato il rinnovo del contratto fino al 2027.

### Nazionale
Ha giocato nelle nazionali giovanili spagnole Under-16, Under-17, Under-19 ed Under-21.
Nel 2024 è stato convocato dalla nazionale olimpica spagnola per partecipare ai Giochi della XXXIII Olimpiade, chiuse con la conquista dell'oro.

## Statistiche

### Presenze e reti nei club
Statistiche aggiornate al 30 luglio 2024.
| Stagione        | Squadra           | Campionato      | Campionato | Campionato | Coppe nazionali | Coppe nazionali | Coppe nazionali | Coppe continentali | Coppe continentali | Coppe continentali | Altre coppe | Altre coppe | Altre coppe | Totale | Totale | Totale |
| Stagione        | Squadra           | Comp            | Pres       | Reti       | Comp            | Pres            | Reti            | Comp               | Pres               | Reti               | Comp        | Pres        | Reti        | Pres   | Reti   |        |
| --------------- | ----------------- | --------------- | ---------- | ---------- | --------------- | --------------- | --------------- | ------------------ | ------------------ | ------------------ | ----------- | ----------- | ----------- | ------ | ------ | ------ |
| 2022-2023       | Atlético Madrid B | PF              | 22         | -19        |                 | -               | -               |                    | -                  | -                  |             | -           | -           | 22     | -19    |        |
| 2023-2024       | Atlético Madrid B | PF              | 32         | -34        |                 | -               | -               |                    | -                  | -                  |             | -           | -           | 32     | -34    |        |
| Totale carriera | Totale carriera   | Totale carriera | 54         | -53        |                 | -               | -               |                    | -                  | -                  |             | -           | -           | 54     | -53    |        |

## Palmàres

### Nazionale
- Oro olimpico: 1

Parigi 2024